# Hartford (Kansas)
Hartford – miasto w Stanach Zjednoczonych, w stanie Kansas, w hrabstwie Lyon.